# Wólka Służewo
Wólka Służewo – zlikwidowany wąskotorowy przystanek osobowy w Służewie, w gminie Aleksandrów Kujawski, w powiecie aleksandrowskim, w województwie kujawsko-pomorskim, w Polsce. Został wybudowany po I wojnie światowej. Przystanek został zamknięty w 1974 roku..